# Dukong (Simpang Pesak)
Dukong is een bestuurslaag in het regentschap Belitung Timur van de provincie Bangka-Belitung, Indonesië. Dukong telt 768 inwoners (volkstelling 2010).